# Dick Richardson
Dick Richardson (* 1. Juni 1934 in Newport, Wales; † 15. Juli 1999) war ein britischer (walisischer) Boxer. Er war Europameister der Berufsboxer.

## Werdegang
Dick Richardson stammte aus einer Familie, in der vor ihm niemand boxte. Auch seine drei Brüder übten diesen Sport nicht aus. Richardson begann deshalb als Jugendlicher zuerst mit einem anderen Sport, nämlich Rugby. Sein Interesse auf das Boxen lenkte dann der neben seiner Familie wohnende Boxer Johnny Basham, der in den 1920er Jahren Europameister sowie britischer und Empire-Meister der Profiboxer im Weltergewicht war.

### Amateurlaufbahn
Dick Richardson bestritt als Jugendlicher zunächst einige Kämpfe in Newport. 1953 trat er in die British Army ein und boxte dort weiter. 1954 besiegte er bei Corps-Meisterschaften des Royal Army Services im Schwergewicht einen Boxer namens Brian Harper. Dies war niemand anderes als Brian London, mit dem er sechs Jahre später auch als Profi die Fäuste kreuzen sollte. Dick Richardson wurde damit Corps-Champion.

### Profilaufbahn
Nach der Entlassung aus der British Army arbeitete Dick Richardson kurze Zeit als Maurer und Arbeiter in einem Stahlwerk. Er ging aber schon bald nach London und unterschrieb beim Manager Wally Leslie einen Profivertrag. Trainiert wurde er von einem walisischen Landsmann, Johnny Lewis, in Blackfriars im Zentrum von London.
Seinen ersten Profikampf bestritt Dick Richardson am 14. September 1954 in London gegen Jim Cooper, den Zwillingsbruder von Henry Cooper. Er verlor diesen Kampf über sechs Runden nach Punkten. In den nächsten neun Kämpfen blieb Richardson dann ungeschlagen. Er bezwang dabei u. a. in der Revanche auch Jim Cooper durch technischen K. o. in der 2. Runde. In seinem 11. Kampf gegen Hugh Ferns in Cardiff wurde Dick Richarson wegen Kopfstoßens disqualifiziert. Es deutete sich hierbei schon die harte, manchmal sogar übertrieben harte Kampfesweise an, derer sich Richardson in seiner weiteren Karriere befleißigte.
In den nächsten neun Kämpfen feierte Dick Richardson gegen Gegner, die fast alle vom europäischen Kontinent kamen, meist kurzrundige Siege. Darunter waren drei belgische Schwergewichtler, Marcel Limage, Alain Cherville und Robert Eugene, die in der europäischen Boxszene durchaus einen guten Namen hatten. Am 7. Mai 1956 musste Richardson in Cardiff gegen Joe Erskine seine zweite Niederlage einstecken. Er verlor über zehn Runden nach Punkten.
Dick Richardson gehörte schon seit einiger Zeit der Rangliste der zehn besten europäischen Schwergewichtler an. Die Gegner, gegen die er in der Folgezeit antrat, gehörten fast alle zur europäischen, sogar zur Weltelite. Es kann daher nicht verwundern, dass Richardson neben vielen Siegen auch einige, auch schwere, Niederlagen einstecken musste.
Siege gelangen Dick Richardson u. a. gegen den US-amerikanischen Ex-Weltmeister Ezzard Charles und Bob Baker, einen weiteren US-amerikanischen Weltranglistenboxer. Niederlagen bezog er von den US-Amerikanern Willie Pastrano, Cleveland Williams und Howard King.
In einem Kampf um den British Empire Heavyweight Title kämpfte er am 27. Mai 1957 in Cardiff gegen Joe Bygraves unentschieden, der damit diesen Titel behielt. Am 27. März 1960 gewann Dick Richardson dann in der Westfalenhalle in Dortmund den Kampf um die Europameisterschaft im Schwergewicht gegen den deutschen Meister Hans Kalbfell durch technischen K. o. in der 13. Runde. Er verteidigte diesen Titel am 29. August 1960 gegen Brian London durch einen K.-o.-Sieg in der 8. Runde und gegen den deutschen, späteren Europameister, Karl Mildenberger am 24. Februar 1962 in Dortmund durch einen K.-o.-Sieg in der 1. Runde erfolgreich.
Seine beiden letzten Kämpfe bestritt Dick Richardson am 17. Juni 1962 im Ullevi-Stadion in Göteborg und am 26. März 1963 im Wembley-Stadion in London. In Göteborg verlor er vor 50.000 Zuschauern den Europameistertitel im Schwergewicht an Ex-Weltmeister Ingemar Johansson durch K. o. in der 8. Runde und in London scheiterte er beim Versuch, die britische Meisterschaft und den British Empire Heavyweight Title gegen Henry Cooper zu gewinnen. Cooper schlug Richardson in diesem Kampf in der 5. Runde K. o. und beendete damit dessen Karriere.
Nach Beendigung seiner Boxerlaufbahn lebte Dick Richardson als Geschäftsmann in Surrey. Er starb 1999 bei einem Verkehrsunfall in der Schweiz.